# Печаківська Салма
Печа́ківська Салма́ (рос. Печаковская Салма) — протока в Білому морі, у Соловецькій затоці, відокремлює острови Сінні Луди, Парусний, Великий Заєцький та Малий Заєцький від Соловецького острова.
Глибини в протоці незначні, при максимальній глибині 30 м, середні коливаються в межах 13-15 м. Дно піщане в перемішку з дрібним камінням. Через протоку проходить морська течія з північної частини Соловецької затоки на південь до Онезької затоки.
Льодостав спостерігається з листопада до травня у вигляді дрейфуючого льоду під час припливів та дії західних вітрів. Під час відпливу і при східних вітрах протока повністю звільняється від льоду. Суворими зимами протока вкривається суцільним льодом, який може триматись з кінця грудня до початку квітня.